# Socialismo no Canadá
O Socialismo no Canadá remonta ao início do século XX. O socialismo democrático é, ao lado do liberalismo e do conservadorismo, uma das maiores correntes políticas do país.

## Anos radicais

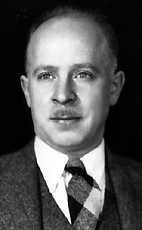
Fred Rose, o primeiro deputado comunista do Canadá.

Acredita-se que o movimento socialista canadense tenha origem no Oeste do país. A greve geral de Winnipeg de 1919 e a Grande Depressão abasteceram o movimento. O Partido Socialista do Canadá (SPC) foi o primeiro partido político de esquerda do país. Fundado em 1904, sucumbiu como partido nacional em 1924.
Durante a Grande Depressão (1929–1939), o Partido Comunista do Canadá (Communist Party of Canada - CPC) experimentou um breve surto de popularidade, tornando-se influente em diversos sindicatos e elegendo um membro do Parlamento, o deputado Fred Rose. O CPC foi fundado em Guelph, na província de Ontário, em 1921 por um grupo de ativistas marxistas liderado por William Moriarty. Durante os primeiros anos de sua existência, os membros do partido foram alvos de perseguição e prisão por suas atividades políticas. Em 1935, os comunistas ganharam notoriedade graças à organização de uma grande marcha de trabalhadores desempregados conhecida como On-to-Ottawa Trek e, antes disso, pela organização dos jovens dos "acampamentos de assistência social", para onde o governo mandava os desempregados, no Sindicato dos Trabalhadores de Acampamentos de Assistência (Relief Camp Workers' Union) para resistirem às más condições dos acampamentos. A On-to-Ottawa Trek não chegou a Ottawa, ao invés disso, terminou com os tumultos de Regina em 1º de julho de 1935. A marcha e as péssimas condições de vida nos "acampamentos de assistência social" ajudaram a tirar a confiança do eleitorado no primeiro-ministro conservador R.B. Bennett, levando à sua derrota para os Liberais em 1935.

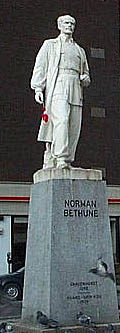
Estátua de Bethune na Praça Norman Bethune, em Montreal.

Após a marcha, os comunistas organizaram um grupo de cerca de 1.500 canadenses para lutar na Guerra Civil Espanhola. Formado por voluntários de várias correntes de esquerda, o contingente canadense, conhecido como Batalhão Mackenzie-Papineau, se juntou às Brigadas Internacionais (uma coalizão de voluntários de muios países) para lutar a favor do governo democraticamente eleito de esquerda da Segunda República Espanhola contra os insurgentes fascistas apoiados pelo general Francisco Franco. Os "Mac-Paps", como ficaram conhecidos, lutaram bravamete em várias batalhas, mas foram forçados pelo primeiro-ministro Juan Negrín López a abandonar a Espanha em 1938, uma vez tinha ficado claro que iriam perder a guerra. Dos cerca de 1.500 canadenses que lutaram na Espanha, 721 perderam a vida. O mais famoso "Mac-Pap" foi o médico Norman Bethune, cirurgião que inventou a primeira unidade médica móvel do mundo. Bethune seria morto mais tarde durante a Segunda Guerra Sino-Japonesa, enquanto lutava ao lado do Partido Comunista da China. Ele hoje é um herói nacional da República Popular da China, onde é lembrado como amigo do líder comunista Mao Zedong.
A partir do início da Segunda Guerra Mundial, o CPC começou a perder popularidade. Seu único representante no Parlamento, Fred Rose foi acusado de ser um espião soviético. Ele foi expulso do Parlamento, ficou preso por quatro anos e depois foi vigado de perto por homens da Polícia Montada. Acabou exilando-se na Polônia, com a intenção de retornar para limpar seu nome, mas teve a cidadania canadense revogada em 1957.

## Ascensão do socialismo democrático

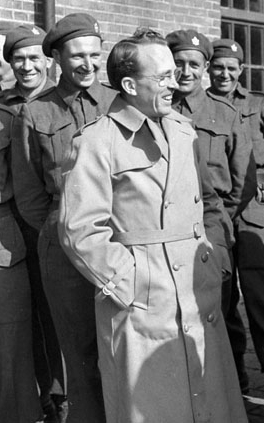
De 1944 a 1961, Tommy Douglas liderou o primeiro governo socialista da América do Norte.

Paralelamente à queda em popularidade do socialismo científico, o socialismo democrático desponta no país. Com grande apoio popular, o Co-operative Commonwealth Federation (CCF), um partido fundado em 1932 em Calgary por fazendeiros, sindicalistas e membros de cooperativas e da esquerda cristã, tornou-se o partido de esquerda mais influente do Canadá. Em 1941, o CPC foi colocado na ilegalidade. Seus membros fundaram então o Partido Trabalhista Progressista, que elegeu um deputado federal e dois deputados estaduais em sua existência, que durou até 1959. Em 1944, o CCF conseguiu eleger seu líder Tommy Douglas para o governo da província de Saskatchewan, formando assim o primeiro governo socialista da América do Norte. Douglas governaria Saskatchewan até 1961.
Em 1961, o CCF se juntou ao Congresso Trabalhista Canadense (Canadian Labour Congress - CLC), a maior central sindical do país, para formar o Novo Partido Democrático (New Democratic Party - NDP). O NDP é mais moderado e reformista do que seu antecessor, o CCF. A carta de fundação do CCF, o Manifesto de Regina, pede o fim do capitalismo, enquanto o NDP apenas pretende reformar o sistema. O partido é visto pela opinião pública como responsável pela criação do sistema de saúde universal, das pensões, de um código de direitos humanos e pelo desenvolvimento da rede de assistência social.
No passado, o NDP formou governos nas províncias de Colúmbia Britânica, Yukon, Saskatchewan, Manitoba, Ontário e Nova Escócia. Os atuais governos de Manitoba e Nova Escócia são do partido, que é o segundo maior em Saskatchewan e Colúmbia Britânica. A nível federal o NDP exerceu vasta influência sob vários governos de minoria, em particular do liberal Pierre Trudeau de 1972 a 1974. Durante este período, o partido foi bem sucedido na tentativa de forçar o governo a criar uma empresa estatal de petróleo, a Petro-Canada. O NDP vem exercendo menos influência sob os governos de minoria mais recentes dos liberais, como o de Paul Martin (2004-2006). A meta do partido é um dia formar seu próprio governo federal e introduzir políticas social-democráticas. 
Na província de língua francesa do Quebec, o NDP é consideravelmente menos popular do que no resto do país, mas recentemente elegeu um membro do parlamento chamado Thomas Mulcair pelo distrito eleitoral de Outremont, que tradicionalmente elege liberais para repesentá-lo. Por grande parte da segunda metade do século XX, o partido social-democrata mais forte de Quebec foi o Partido Quebequense (Parti Québécois - PQ), que defende a independência da província. Durante o governo do primeiro-ministro provincial René Lévesque (1976-1985), o PQ governou com uma agenda de esquerda, mas recentemente os pequistas avançaram consideravelmente rumo ao centro do espectro político e são considerados por muitos na esquerda como neoliberais. Entretanto, assim como o NDP, o PQ se considera, oficialmente, "social-democrata".

## Partidos socialistas do Canadá

### Atuais
- Partido Comunista do Canadá (1921-atualidade)
- Novo Partido Democrático (1961-atualidade)
- Parti Québécois (1968-atualidade)
- Partido Comunista do Canadá (Marxista-Leninista) (1971-atualidade)
- Québec solidaire 2006-atualidade

### Históricos
Partidos que tiveram assentos no Parlamento ou em assembleias estaduais.
- Partido Trabalhista Canadense (1917-1942)
- Ginger Group (1924-1932)
- United Farmers (1919-1930)
- Partido Socialista do Canadá (1905-1925; 1931-atualidde)
- Partido Progressista Trabalhista (nome utilizado pelo Partido Comunista de 1941 a 1959, quando era ilegal)
- Co-operative Commonwealth Federation (1932-1962)